# Tadeusz Skowroński
Tadeusz Antoni Skowroński (Thaddée de Skowronski, Tadeu Skowronski, pseud. Ludwik Karski, Tadeu Prus), né le 26 juin 1896 à Varsovie et mort le 21 février 1986 à Fribourg en Suisse, est un diplomate et essayiste polonais. Docteur ès sciences politiques et économiques de l’université de Fribourg, docteur honoris causa de l’Institut des Avocats du Brésil, il fut envoyé extraordinaire et ministre plénipotentiaire de Pologne au Brésil de 1938 à 1945.

## Jeunesse et éducation
Il est issu d’une famille noble aux armoiries Tępa Podkowa . Son grand-père, Antoni Skowroński, participa à l’insurrection de Janvier 1861 et fut envoyé en Sibérie après la bataille de Miechów. Le père de Tadeusz, Roman Skowroński, était un médecin bien connu dans le royaume de Pologne et à Varsovie, notamment sous le nom de « protecteur de Powiśle » (quartier de Varsovie). Après la fin de ses études en médecine à Varsovie et des études complémentaires à Uppsala en Suède, il fonda l’Institut de gymnastique médicale et de physiothérapie en 1893 à Varsovie et, 10 ans plus tard, l’Association d’assistance des malades non-hospitalisés. Il épousa Zofia de Budny (1870-1967), mère de Tadeusz, qui naquit le 26 juin 1896 à Varsovie. 
Le 21 juin 1914, Tadeusz Skowroński finit l’École polonaise secondaire de Wojciech Górski à Varsovie et, le 9 juillet, seulement quelques jours plus tard, il partit pour des vacances en Suisse avec ses parents et sa sœur Zofia. Au moment où la Première Guerre mondiale éclata, les parents de Tadeusz prirent la décision de l’inscrire à l’université de Fribourg. 
Le 26 octobre 1914 Tadeusz fut admis comme étudiant à l’université où il obtint sa licence ès sciences économiques et juridiques en 1917 et son doctorat ès sciences politiques l’année suivante. Ces années passées à Fribourg lui permirent de rencontrer des personnages importants de la minorité polonaise alors présents en Suisse : Józef Wierusz-Kowalski, Jan Modzelewski, Józef Puzyna et Tadeusz Romer. Pendant cette période, Tadeusz fut actif au sein du Comité général de l’aide aux victimes de la guerre en Pologne. Suivant les conseils de Jan Modzelewski, Tadeusz participa également activement à l’édition de l’encyclopédie polonaise initiée par Erazm Pilz.

## Débuts de la carrière diplomatique
En novembre 1918, Tadeusz Skowroński fut nommé secrétaire de la section économique du Comité national polonais à Paris et, deux mois plus tard, chef du bureau économique du même Comité, créé juste avant la conférence de paix organisée à Paris. En janvier 1919, Tadeusz partit pour Varsovie avec Konstanty Skirmunt dont il était le secrétaire et mena des négociations avec Józef Piłsudski. À son retour à Paris, il accepta le poste de secrétaire personnel de Roman Dmowski, (signataire polonais du traité de Versailles) mais il fut envoyé à Rome en tant que 2e secrétaire de la légation de Pologne début avril 1919 déjà. La situation militaire difficile traversée pendant la guerre polono-bolchévique décida Skowroński à partir pour Varsovie, pour rejoindre le 203e régiment des Uhlans en mai 1920 en tant que soldat volontaire. Il participa aux batailles de Ciechanów, Pułtusk, Hrubieszów, Dubne, Równe, Kostopol et Zwiahel où Skowroński termina son activité militaire à la suite de l’armistice. Il rentra à Rome en novembre 1920. Après que son supérieur Konstanty Skirmunt ait accepté le poste de ministre des Affaires étrangères, il regagna Varsovie en tant que 1er secrétaire du cabinet du ministre. En compagnie de Skirmunt (d’abord envoyé puis ministre), Skowroński participa à plusieurs missions diplomatiques : à la conférence de San Remo ; à Bruxelles pour la région de Vilno ; à Prague pour négocier un traité frontalier ; et à Belgrade en tant qu’expert à la session économique des pays de la Petite Entente. Il voyagea également à Londres, à Paris et siégea à Gênes, à la conférence économique et financière qui se tint en avril-mai 1922.

## Travail à la centrale du ministère des Affaires étrangères
Après les démissions simultanées de Wincenty Witos du cabinet de premier ministre et de Skirmunt du poste de ministre des Affaires étrangères en juin 1922, Skowroński resta à Varsovie, au département de l’Europe centrale. En 1924, il prit le poste de responsable de bureau du Proche-Orient. En 1925, il fut nommé conseiller du ministère au VIe degré professionnel. 
À cette époque également, en 1923 pour être précis, il fut délégué à la Conférence internationale de Lausanne et initiateur de la première Exposition industrielle polonaise à Constantinople. En avril 1926, Skowroński partit pour la Perse en tant que délégué du gouvernement de la Pologne où il prit part à la cérémonie du couronnement du chah Reza Pahlavi. En Perse, il consacra son séjour aux négociations concernant le traité commercial polono-perse ainsi que le traité d’amitié. Ce dernier sera signé à Téhéran le 19 mars 1927.

## Travail au sein des représentations de la Pologne à l’étranger
Le 16 octobre 1927, Tadeusz Skowroński commença son activité à la légation de Pologne à Bruxelles en tant que secrétaire de légation 1re classe. Après une année d’activité, il rentra pour une courte période à Varsovie au début du mois de mars 1920 et prit le poste de premier secrétaire de la légation de Pologne à Berne en mai de la même année. À Berne, son talent diplomatique et son expérience de longue date se sont compétées. Durant ses presque six ans d’activité à ce poste, Skowroński soutint activement le développement des relations commerciales entre la Pologne et la Suisse. Le voyage qu’accomplirent des banquiers et industriels suisses en Pologne en 1929 constitue l’un des reflets de cette action. Les Suisses visitèrent des expositions à Poznań, le port de Gdynia – unique port polonais sur la mer Baltique à l’époque –, Varsovie, Cracovie, les usines de l’industrie lourde à Katowice et de l’industrie textile à Łódź. Skowroński participa également aux négociations du traité de commerce entre la Pologne et la Suisse, signé en 1933.
En tant que chargé d’affaires, Tadeusz Skowroński fut aussi responsable de l’ensemble de légation polonaise pendant les multiples voyages entrepris par Jan Modzelewski, chef de la légation polonaise, pour se rendre aux sessions de la Société des Nations à Genève. Nommé conseiller de légation 2e classe en juillet 1930, il garda cette fonction jusqu’en février 1935. Skowroński prit alors la responsabilité du consulat général de Pologne à Amsterdam. Après deux mois de cours et de formation à Varsovie, il partit pour la Hollande en avril 1935. Grâce à lui, le consulat organisa trois expositions ayant pour thèmes tour à tour le bois, l’agriculture et la philatélie. Skowroński fut aussi l’initiateur de deux sessions consulaires  : celle des consuls de la mer du Nord à Amsterdam en 1936 d’abord, puis de la seconde consacrée aux questions de l’approvisionnement de la Pologne en cas de guerre à Varsovie en 1937.
La nomination au poste d’envoyé extraordinaire et ministre plénipotentiaire de la république de Pologne à Rio de Janeiro le 1er mars 1938 fut la plus importante de la carrière diplomatique de Tadeusz Skowroński. Il mena ce travail à bien dans les conditions extrêmement difficiles de la période de la Deuxième Guerre mondiale. Skowroński dut affronter la propagande allemande, très active et disposant de fonds financiers presque inépuisables, dont le but était l’isolement diplomatique de la Pologne. La tâche était encore compliquée par la neutralité officielle du Brésil ainsi que le désintéressement et le manque de soutien de la part de deux puissances alliées de la Pologne  : la France et la Grande-Bretagne. La légation ne recevait pas non plus de soutien financier ou d’instructions de la part du Gouvernement polonais en exil.  Malgré toutes ces difficultés et la situation peu claire du gouvernement polonais et du président de la République – alors internés en Roumanie –, la reconnaissance du gouvernement polonais fut maintenue par le gouvernement brésilien. Et ceci, grâce aux négociations de Skowroński avec Oswaldo Aranha, le chef du ministère des Affaires étrangères du Brésil.
Depuis le premier jour de la guerre déjà, Skowroński s’employa dans une action d’information pour toute la communauté polonaise du Brésil (200’000 personnes environ). Avec des moyens assez limités, il influença la forme et le contenu des articles publiés dans la presse brésilienne sur la situation en Pologne. Ses larges contacts dans le milieu politique et ses connaissances du monde des finances lui permirent d’organiser le comité de l’aide aux victimes de la guerre en Pologne. Sa femme Chrystyna y joua un rôle très important.

## L’activité en exil
En septembre 1945, au moment où la reconnaissance du gouvernement polonais en Exil fut retirée par le gouvernement brésilien, Skowroński décida de rester à l’étranger. Il obtint un poste à l’université pontificale catholique de Rio de Janeiro. Il lança également une activité commerciale. Ses premières entreprises, une confiserie / salon de thé et une société d’import-export, n’ont pas porté de fruits. Le succès vint de sa collaboration avec Alfred Jurzykowski. Tous deux ouvrirent une usine de camions Mercedes-Benz, en 1949. Skowroński devint aussi le représentant de la Fondation Jurzykowski au Brésil, organisation qui soutenait les scientifiques et artistes d’origine polonaise. Tadeusz Skowroński fut en outre actif dans plusieurs organisations polonaises et participa aux émissions du Centre brésilien de l’Europe libre, diffusées trois fois par semaine sur les ondes de la radio Tamaio de Rio de Janeiro.

## Publications
Adolescent déjà, après son arrivée à Berne en 1914, Tadeusz Skowroński commença à écrire en rédigeant un journal. L’écriture allait déboucher en 1966 sur la publication de ses observations des premières années de la Deuxième Guerre mondiale : « Wojna polsko-niemiecka widziana z Brazylii 1939-1940 » (« La guerre polono-allemande vue du Brésil 1939-1940 »). Les mémoires de la période précédente furent quant à eux publiés en 1999 sous le titre « Pamiętniki 1914-1939 Student w Szwajcarii – Dyplomata wolnej Polski» (« Mémoires 1914-1939 Étudiant en Suisse – Diplomate de la Pologne Libre). Dans l’avant-propos du livre, Stefan K. Kuczyński présente Tadeusz comme un : « participant à de multiples événements importants, témoin de son présent, qu’il sait décrire avec intérêt et un grand sens de l’observation. De nombreuses réflexions très personnelles révèlent une vie intérieure très riche et une grande sensibilité ». Kuczyński relève également son patriotisme polonais effervescent et de forts liens familiaux.
La carrière diplomatique que Skowroński commença après la Première Guerre mondiale ne l’empêcha pas de continuer à rédiger et publier de nombreux textes. En juillet 1923, il présenta les négociations polono-turques avant la signature du traité d’amitié dans un article publié par le quotidien « Świat » (« Le Monde »). Dans les années 1930, il fut correspondant pour la « Przegląd Współczesny » (« Revue Contemporaine ») et auteur de multiples études sur le régime et la politique suisses.
Au moment où la Deuxième Guerre mondiale éclata, Skowroński mena une activité rédactionnelle, visant à défendre la raison de l’État polonais. Un certain nombre de ses articles parurent dans la presse brésilienne à Sao Paulo, Rio de Janeiro, Curitiba, mais aussi à Buenos Aires en Argentine. Il fut également l’auteur d’une anthologie des opinions brésiliennes sur la Pologne, écrites à partir de 1830 : « Paginas Brasileiras sobre a Polonia » (« Pages brésiliennes concernant la Pologne ») et finalement éditée en 1942 à Rio de Janeiro. Il écrivit aussi des articles traitant de politique, d’économie et de démographie, publiés dans « Mercure de France », « Wiadomości Polskie » (« Informations polonaises ») de Montréal, et des périodiques de l’émigration polonaise à Londres tels que « Wiadomości » (« Informations »), « Dziennik Polski i Dziennik Żołnierza » (« Journal polonais et Journal du soldat »). 
Grâce à cette activité, Skowroński reste connu comme l’auteur de près de 90 études et articles. Il faut souligner que sa position internationale fut  l’objet  d’un nombre important de ces articles (plus que 70).

## Famille, vie privée
Tadeusz Skowroński fut marié deux fois. Le 17 août 1927, il épousa Chrystyna Maria Melania Turno (née le 31 décembre 1902 à Słomowo), fille de Jan et Ludwika née comtesse Mycielska. Elle reçut en dot le domaine de Torzeniec (1436 hectares) que Tadeusz Skowroński géra avec le plus grand soin. Malgré ses nombreuses absences causées par ses activités diplomatiques, il reconstruisit le manoir et planta le parc. Il développa aussi les cultures de blé, de pommes de terre, d’oignons ainsi que l’élevage de poissons et de bétail. Skowroński révèle son attachement particulier à ces biens notamment dans son livre, riche de ses propres illustrations. Le livre, trilingue et intitulé « Szczęśliwe dni spędzone w Torzeńcu » (« Jours heureux à Torzeniec »), fut rédigé à l’attention de son petit-fils Jean. Sur la base de ce livre, la télévision polonaise réalisa un documentaire de 40 minutes, que l’on peut voir sur YouTube.
Après le décès de Chrystyna survenu le 13 janvier 1956, Tadeusz Skowroński retourna en Europe en 1964. Il se maria pour la seconde fois, au Vatican, le 16 février 1965 avec Mercedes de Fischer (1898 - 1991), sœur de l’ambassadeur Henry Beat von Fischer. Elle était veuve d’Heinrich Pfyffer  von Altishofen (1898 – 1957, le 27e commandant de la Garde suisse pontificale). Jusqu’à 1971 Skowroński habitat Rome  et il  partit ensuite pour Fribourg en Suisse, ce lieu qu’il avait si bien connu dans sa jeunesse déjà y ayant fait ses études. Tadeusz Skowroński mourut le 21 février 1986 et fut enterré au cimetière Saint-Léonard à Fribourg. Il a quatre fils, tous nés de son premier mariage avec Chrystyna : Roman (né le 15.07.1928, décédé le 19.10.1994), Krzysztof (né le 22.11.1929, décédé le 26.12.2006), Dominik (né le 4.12.1933) et Marek (né le 25.05.1936, décédé le 9.12.2014). 

## Ordres et distinctions

### Polonais
- Croix d’officier de Polonia Restituta (1926)
- Médaille de 10 ans de l’indépendance 1918-1928 (1928)
- Médaille de bronze pour le service diplomatique de plusieurs années (1938)

### Étrangers
- Chevalier de la Légion d'honneur (France - 1922)
- Officier de l'ordre de la Couronne (Belgique) (1929 ; chevalier en 1922)
- Médaille reçue en tant que délégué et représentant du gouvernement polonais pendant le couronnement du chah Reza Pahlavi (1926)
- Croix d’Officier de l’ordre du Sauveur (Grèce) (1928)
- Commandeur de l'ordre de la Couronne de chêne (Luxembourg) (1930)
- Croix de Commandeur de l’ordre de l’Étoile de Roumanie (1931 ; officier en 1929)
- Médaille commémorant 50 ans de la République du Brésil 1889-1939 (1939)
- Médaille brésilienne baron de Rio Branco (1945)
- Grande Croix de l’ordre de la Croix du Sud (1945)
- Chevalier de l'ordre pro Merito Melitensi (1952)
- Médaille d’or du pape Paul VI (1971)

## Liens
- Marek Jerzy Minakowski, Genealogia potomków Sejmu Wielkiego: http://www.sejm-wielki.pl/b/psb.30208.5
- 90 ans de relations diplomatiques Pologne-Suisse: http://www.ch1919-2009.pl/biografie.php?lng=3
- Sławomir Leitgeber, Wspomnienie. Tadeusz Skowroński (1896-1986): http://archiwum.wyborcza.pl/Archiwum/1,0,987073,19991227PO-DLO,Tadeusz_Skowronski_18961986,.html